# Bezirksgemeinde Ādaži
Die Bezirksgemeinde Ādaži (lettisch Ādažu novads) – wie alle Novadi Lettlands in rechtlichem Sinne eine Großgemeinde – ist eine kleine Bezirksgemeinde nordöstlich von Lettlands Hauptstadt Riga in der historischen Landschaft Vidzeme. Ihr Verwaltungssitz ist in Ādaži.
Die Bezirksgemeinde entstand im Rahmen einer Verwaltungsreform zum 1. Juli 2021 durch den Zusammenschluss des alten Bezirks Ādaži mit dem Bezirk Carnikava.

## Geografie
Das Gebiet grenzt im Nordwesten an den Rigaischen Meerbusen, im Nordosten an die Bezirksgemeinde Saulkrasti sowie auf einem kurzen Abschnitt an die Bezirksgemeinde Sigulda, im Süden an die Bezirksgemeinde Ropaži und im Südwesten an Riga.
Der Fluss Gauja fließt quer durch die Bezirksgemeinde und mündet hier in den Rigaischen Meerbusen.

## Gliederung
Die Bezirksgemeinde umfasst die zwei Gemeinden (pagasti) Ādaži und Carnikava, zum 1. Juli 2022 wurde zudem die Stadt Ādaži eigenständig.

## Verkehr
Wichtigste Straßenverbindung ist die Staatsstraße A1 von Riga nach Ainaži am Grenzübergang nach Estland, die Teil der Europastraße 67 ist.
Durch die Bezirksgemeinde verläuft die Bahnstrecke Zemitāni–Skulte mit Haltepunkten in Kalngale, Garciems, Carnikava, Gauja und Lilaste.

## Nachweise
1. ↑  Law on Administrative Territories and Populated Areas, likumi.lt, abgerufen am 24. September 2021
2. ↑  Pilsētas statusu iegūst Ādaži, Mārupe un Ķekava, la.lv vom 1. Juli 2022, abgerufen am 29. Juli 2022